# Saint-Pierre-la-Noaille
Saint-Pierre-la-Noaille – miejscowość i gmina we Francji, w regionie Owernia-Rodan-Alpy, w departamencie Loara.
Według danych na rok 1990 gminę zamieszkiwało 298 osób, a gęstość zaludnienia wynosiła 41 osób/km² (wśród 2880 gmin regionu Rodan-Alpy Saint-Pierre-la-Noaille plasuje się na 1331. miejscu pod względem liczby ludności, natomiast pod względem powierzchni na miejscu 1339.).